# Olga Pawlowna Jakuschowa
Olga Pawlowna Jakuschowa (russisch Ольга Павловна Якушова), geborene Galitsch (Галич) (* 29. Dezember 1991 in Borodino, Region Krasnojarsk) ist eine ehemalige russische Biathletin.
Olga Jakuschowa lebt in Krasnojarsk. Sie begann 2002 mit dem Biathlonsport und wurde von Anatoli Romasko trainiert. Sie ist eine der erfolgreichsten Juniorinnen in ihrer Sportart ihrer Generation. In 16 Rennen bei Biathlon-Juniorenweltmeisterschaften erreichte sie immer die Ränge der besten 12, 13 Rennen beendete sie unter den besten Zehn. Bei den Biathlon-Juniorenweltmeisterschaften 2009 in Canmore gewann sie den Titel im Sprint und im Staffelrennen, 2010 in Torsby im Einzel. Zudem wurde sie Staffel-Zweite. 2011 gewann sie in Nové Město na Moravě ihren zweiten Staffeltitel und wurde zudem Zweite im Einzelrennen. Auch 2012 konnte sie in Kontiolahti Silber nun im Verfolgungsrennen, gewinnen. Auch bei den Juniorinnenrennen der Biathlon-Europameisterschaften konnte Jakuschowa große Erfolge erreichen. 2011 gewann sie die Titel im Einzel und im Staffelrennen, zudem gewann sie im Sprint die Bronze- und im Verfolgungsrennen die Silbermedaille, 2012 in Osrblie wurde sie Vizeeuropameisterin in Einzel und Staffelrennen. Auch bei den Juniorinnenrennen der Sommerbiathlon-Weltmeisterschaften gewann Jakuschowa 2011 in Nové Město na Moravě Gold in Sprint und Staffelrennen sowie die Bronzemedaille im Verfolgungsrennen.
Ihre ersten Rennen bei den Frauen – im Rahmen des IBU-Cups – bestritt Jakuschowa 2014 in Beitostølen, wobei sie als 35. eines Sprints sogleich Punkte gewann. Kurz darauf startete sie beim Biathlon-Weltcup von Östersund und qualifizierte sich als 53. des Sprints für das Verfolgungsrennen, in dem sie als 38. erstmals Weltcup-Punkte gewann.
Jakuschowa ist mit dem Biathleten Nikolai Jakuschow verheiratet.
Zum Ende der Saison 2017/18 beendete sie ihre Karriere als Profisportlerin.

## Biathlon-Weltcup-Platzierungen
Die Tabelle zeigt alle Platzierungen (je nach Austragungsjahr einschließlich Olympische Spiele und Weltmeisterschaften).
- 1.–3. Platz: Anzahl der Podiumsplatzierungen
- Top 10: Anzahl der Platzierungen unter den ersten zehn (einschließlich Podium)
- Punkteränge: Anzahl der Platzierungen innerhalb der Punkteränge (einschließlich Podium und Top 10)
- Starts: Anzahl gelaufener Rennen in der jeweiligen Disziplin

| Platzierung         | Einzel | Sprint | Verfolgung | Massenstart | Staffel | Gesamt |
| ------------------- | ------ | ------ | ---------- | ----------- | ------- | ------ |
| 1. Platz            |        |        |            |             |         |        |
| 2. Platz            |        |        |            |             |         |        |
| 3. Platz            |        |        |            |             |         |        |
| Top 10              |        |        |            |             |         |        |
| Punkteränge         |        |        | 1          |             |         | 1      |
| Starts              |        | 3      | 3          |             |         | 6      |
| Stand: Karriereende |        |        |            |             |         |        |